# Königskapelle (Gemeinde Karrösten)
Königskapelle ist ein Dorf im Tiroler Oberland. Es gehört zur Gemeinde Karrösten im Bezirk Imst des Bundeslandes Tirol (Österreich).

## Lage
Das Dorf liegt im Oberinntal zwischen Karrösten und Brennbichl, am Weg vom Inn Richtung Imst. Am Ortsteil Königskapelle vorbei führt die meistbefahrene Zufahrtsstrecke zum Bahnhof Imst-Pitztal der Österreichischen Bundesbahnen über die Imster Innbrücke. Vor Bau der Pitztalbrücke war diese der einzige direkte Anschluss vom Pitztal über den Ortsteil Königskapelle (Gemeinde Karrösten) zur Bezirkshauptstadt Imst.

## Geschichte
Die Ortschaft bildete sich seit der Mitte des 19. Jahrhunderts um die "Königskapelle" (auch Sachsenkapelle genannt), die 1854 zur Erinnerung an den hier bei einem Verkehrsunfall ums Leben gekommenen König Friedrich August II. von Sachsen (1797–1854) errichtet wurde.